# بوهدان زموستیانیک
بوهدان زموستیانیک (انگلیسی: Bohdan Zamostianyk؛ زادهٔ ۳ فوریهٔ ۱۹۷۵) ورزشکار بابسلد اهل اوکراین است.

## حرفه
وی همچنین از ورزشکاران بابسلد در بازی‌های المپیک زمستانی ۲۰۰۲ بوده‌است.